# Mouvement pour la réforme européenne

Logotype du MER

Le Mouvement pour la réforme européenne (surtout connu sous son appellation anglaise Movement for European Reform - MER) était un mouvement politique fondé le 13 juillet 2006 à l'initiative de David Cameron, leader du Parti conservateur britannique, qui quittera en juillet 2009 le groupe du Parti populaire européen et des Démocrates européens (PPE-DE) pour constituer le groupe Conservateurs et réformistes européens. Il est remplacé peu après par l'Alliance des conservateurs et réformistes européens.

## Histoire
Ce mouvement projetait de regrouper des partis nationaux conservateurs antifédéralistes, de droite et du centre droit. Le MER a une configuration proche du parti informel des Démocrates européens, qui a constitué un groupe indépendant au Parlement européen jusqu'en 1999. Ce groupe rassemblait des conservateurs eurosceptiques ou attachés à une approche confédérale et intergouvernementale de la construction européenne.
Le MER ne comprenait (officiellement) que les trois partis suivants :
- le Parti conservateur britannique ;
- le Parti démocratique civique (ODS) tchèque ;
- l'Union des forces démocratiques (SDS) bulgare.

Droit et Justice (PiS) polonaise a aussi fait part de son vif intérêt pour cette initiative.

## Compléments